# 張彩苑
張彩苑（韓語：장채원，1982年7月18日—2008年10月3日），本名張正寒，韓國演員，為一名變性人，已去除掉部分男性生殖器，曾接受變性手術因而被南韓傳媒稱為「河莉秀第二」。2008年10月3日下午11時左右被發現在首爾市漢南洞的自宅中自殺死亡，同年10月6日遺體在仁川的火葬場被火化。

## 簡歷
2004年7月23日曾在SBS綜藝節目《真實遊戲Truth Game》中男扮女裝驚豔全場，2007年5月29日才進行變性手術去除掉部分男性生殖器，在當時曾引起媒體輿論的熱烈討論。

## 死因
據張彩苑身邊的好友透露，自從張彩苑在今年5月出演過SBS電視台的綜藝節目後，其官網每天都有不少惡意的人身攻擊的留言，因此警方懷疑她的自殺與留言有關。
但警方則推測，感情問題可能是使其自殺的原因。據悉，張彩苑曾在自殺前表示，她「似乎可以理解崔真實的心情」，而她自殺當天亦曾和男友吵架。